# Бойовий рогач

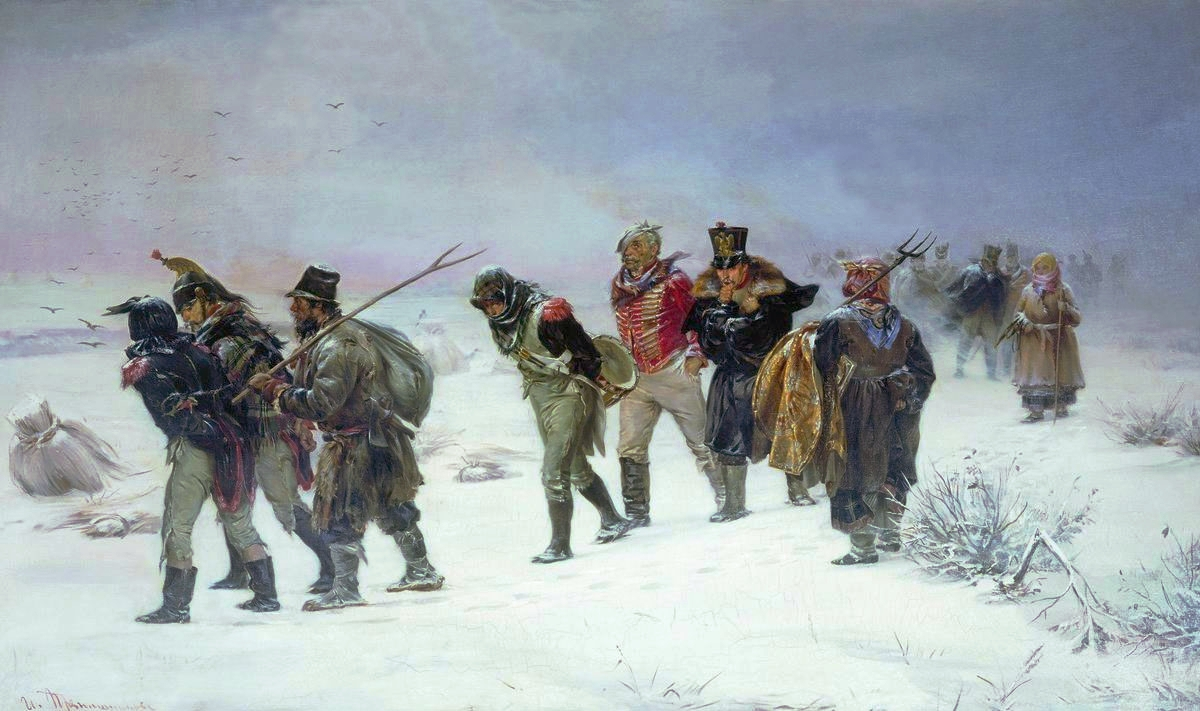
І. М. Прянишников, «У 1812 році». У селянина зліва — бойовий рогач (праворуч видно тризубі вила)

Бойови́й рога́ч — загальна назва деяких різновидів старовинної холодної зброї у вигляді двозубих вил. Отримав назву через зовнішню схожість з пічним рогачем. Іноді неправильно зветься рогатиною.

## Різновиди бойового рогача
- Менкетчер — бойовий рогач, який був в ужитку у Західній Європі.
- Сасумата — японський бойовий рогач.

## Аналогічна зброя
У Папуа Новій Гвінеї також існувала схожа зброя, яка складалася з обруча, прикріпленого до списа. Обручем захоплювали голову ворога, після чого могли вразити наконечником списа в шию ззаду.